# 德朗邨

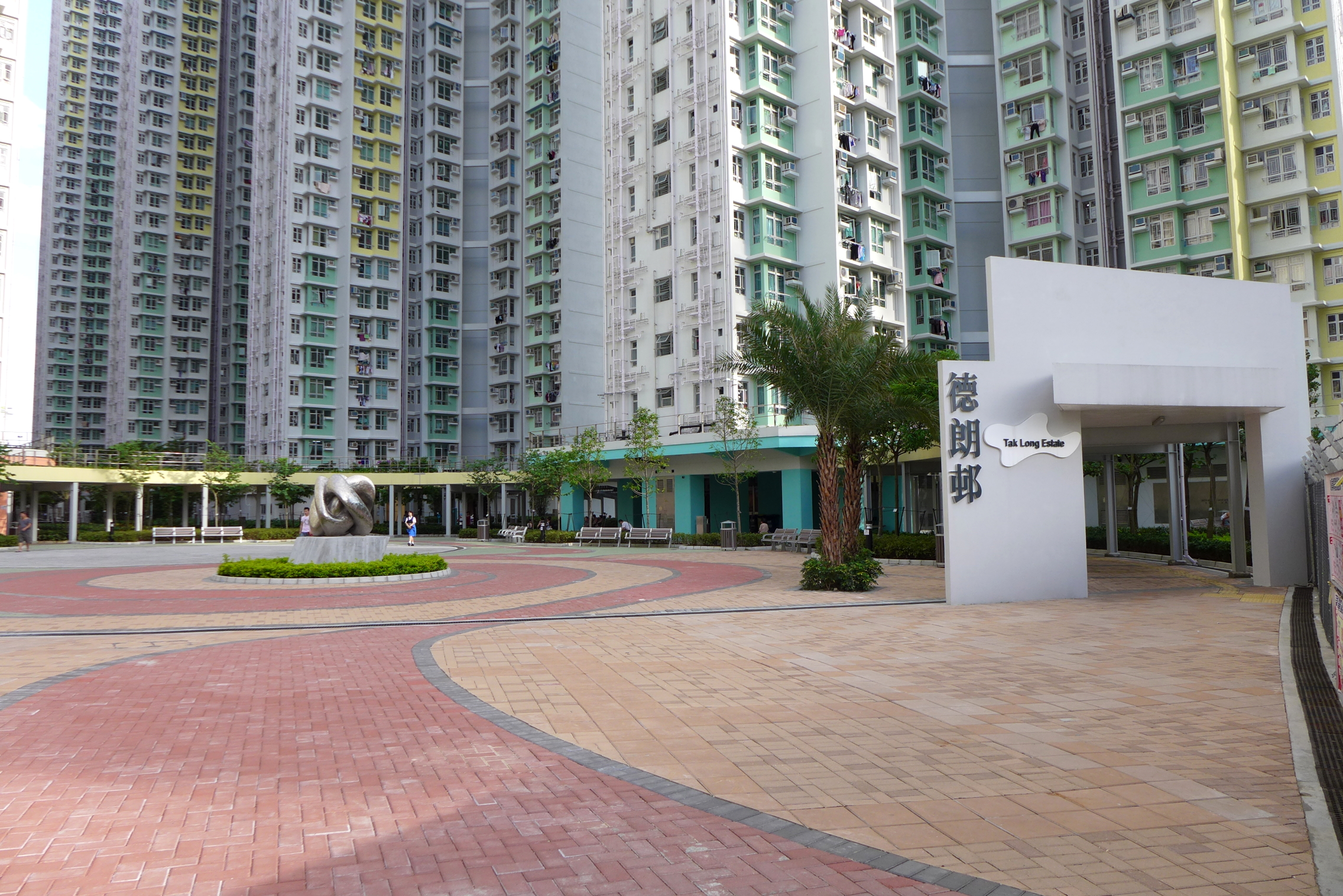
德朗邨入口廣場

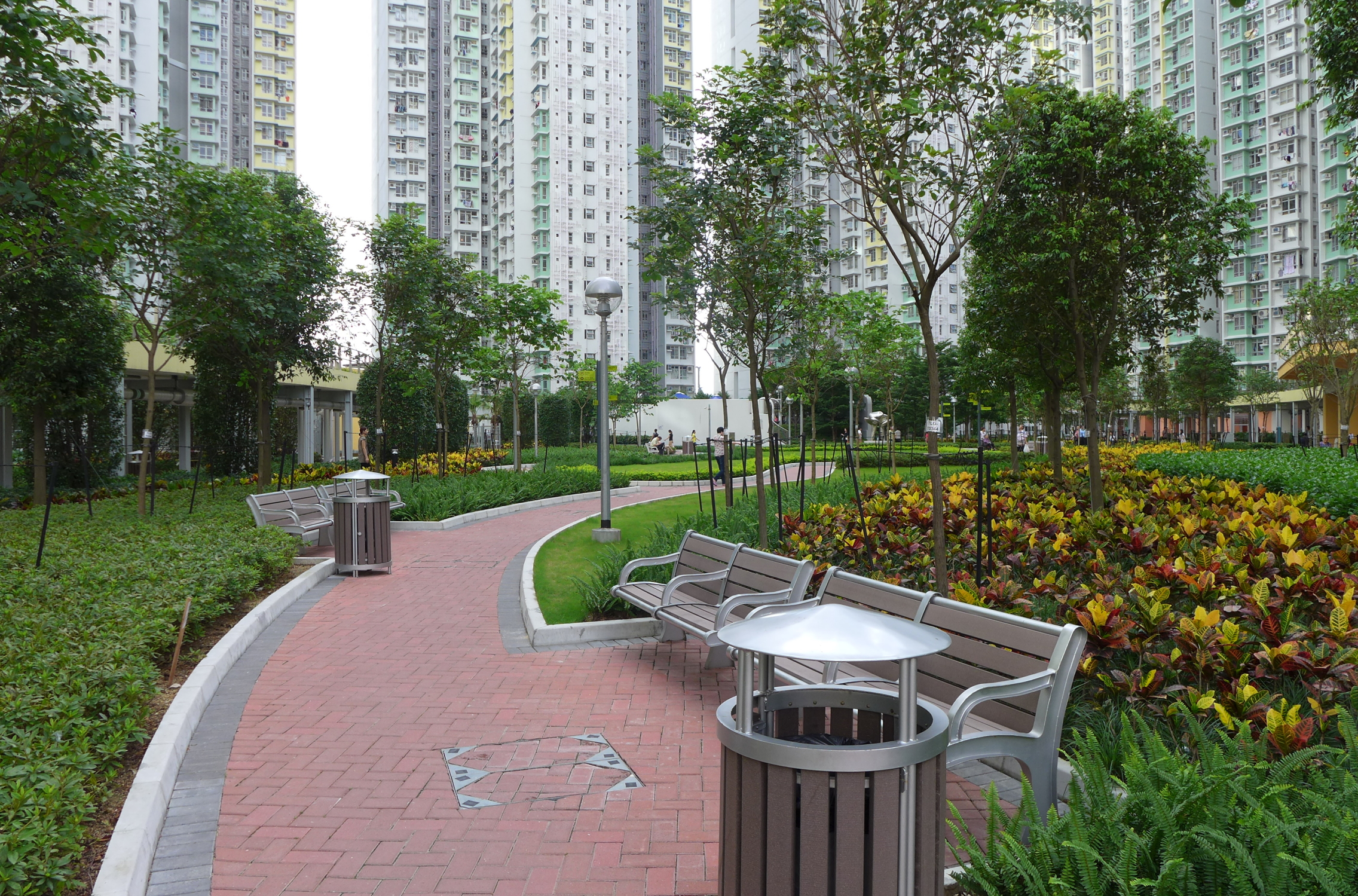
園藝花園

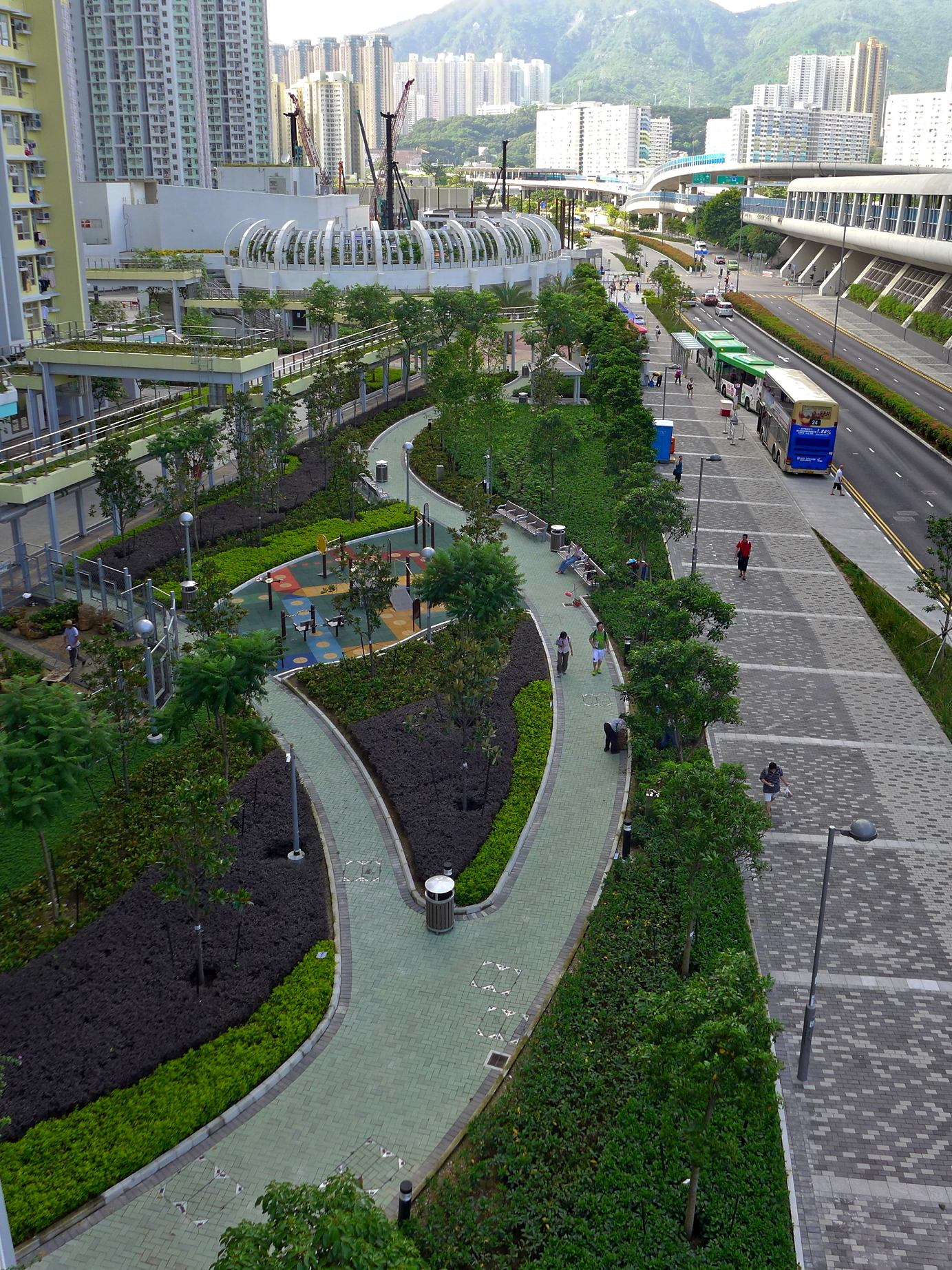
德朗邨近承啟道園藝花園

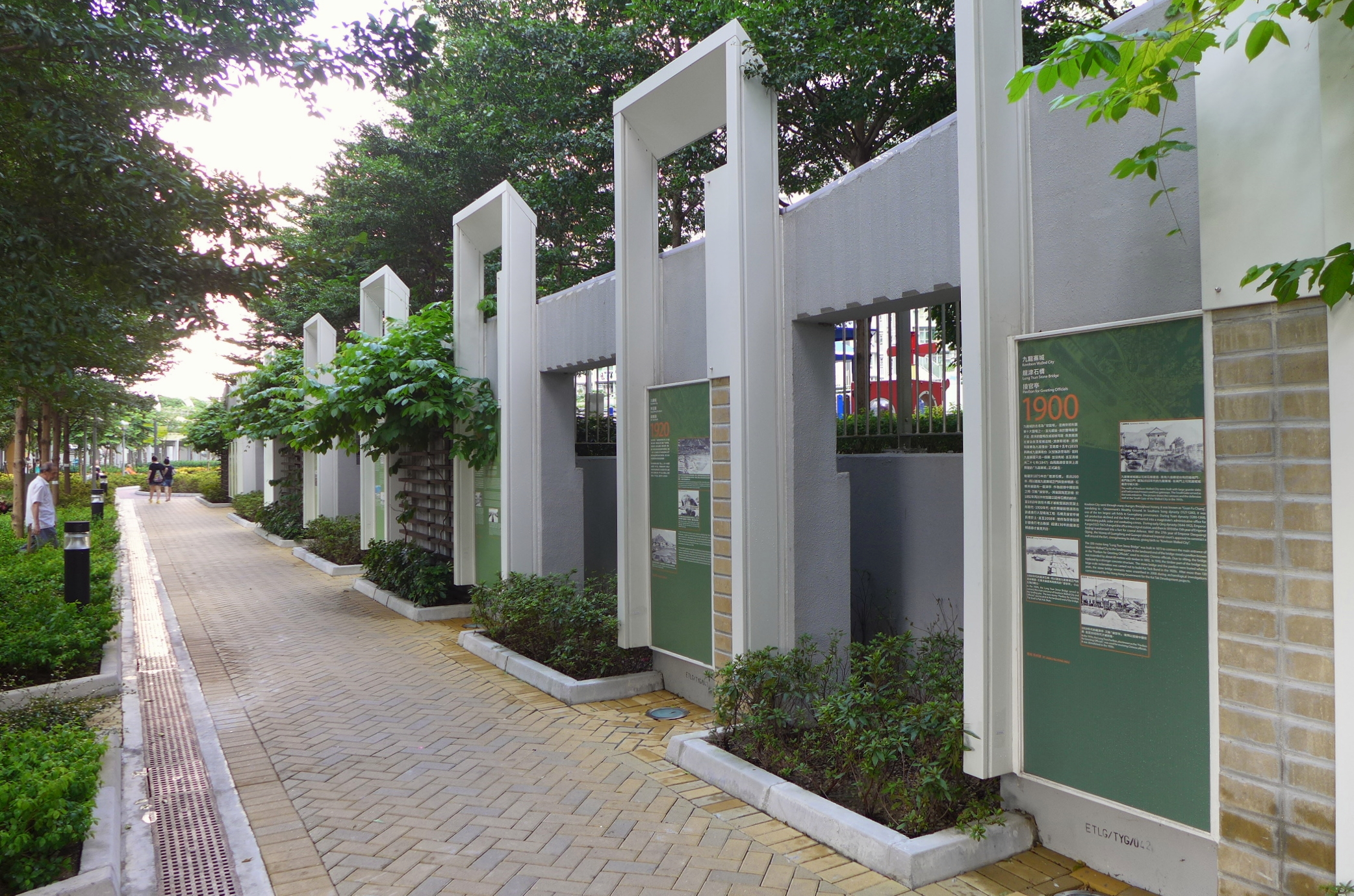
屋邨內的歷史長廊展示啟德機場及九龍城一帶的舊照片

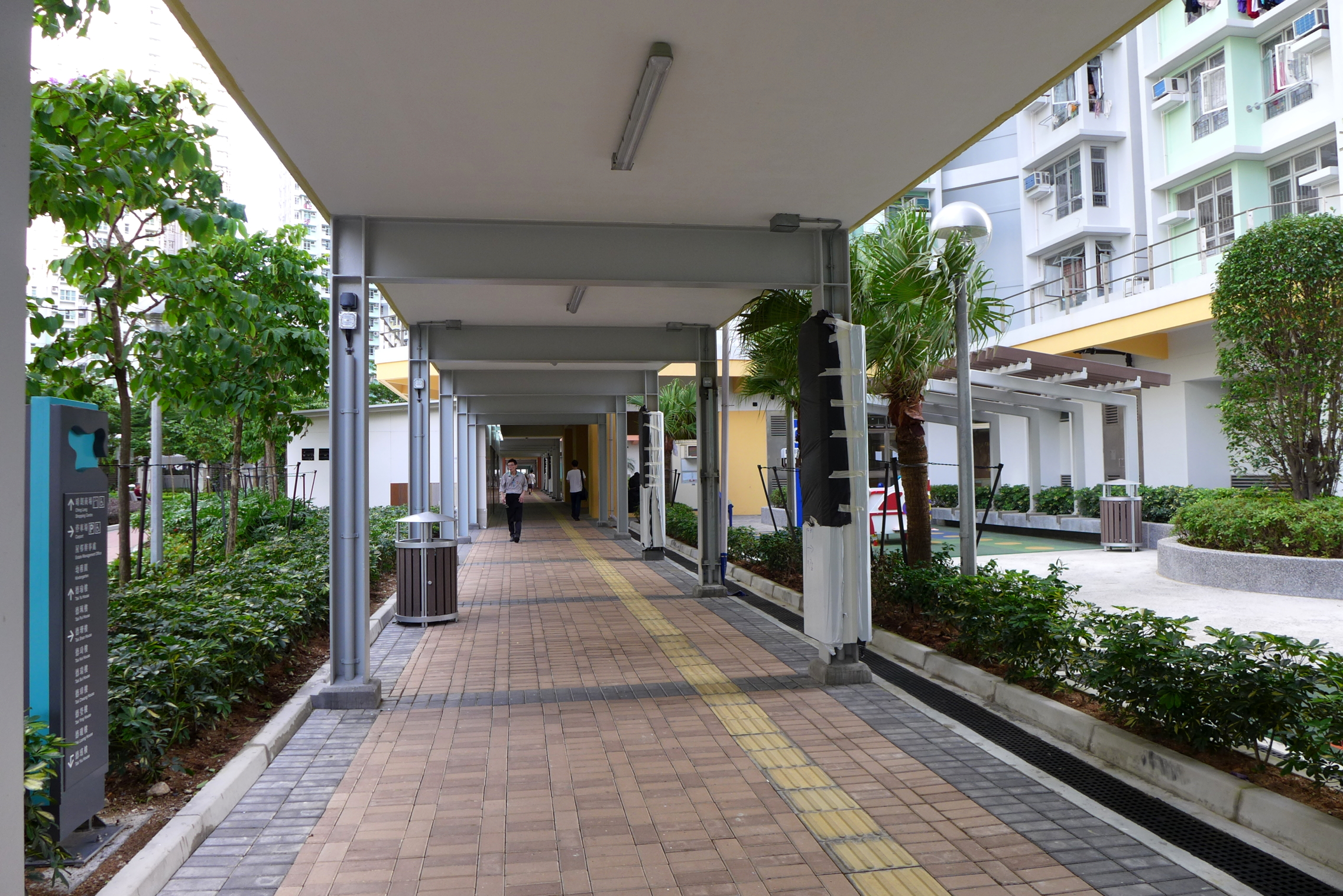
有蓋行人通道

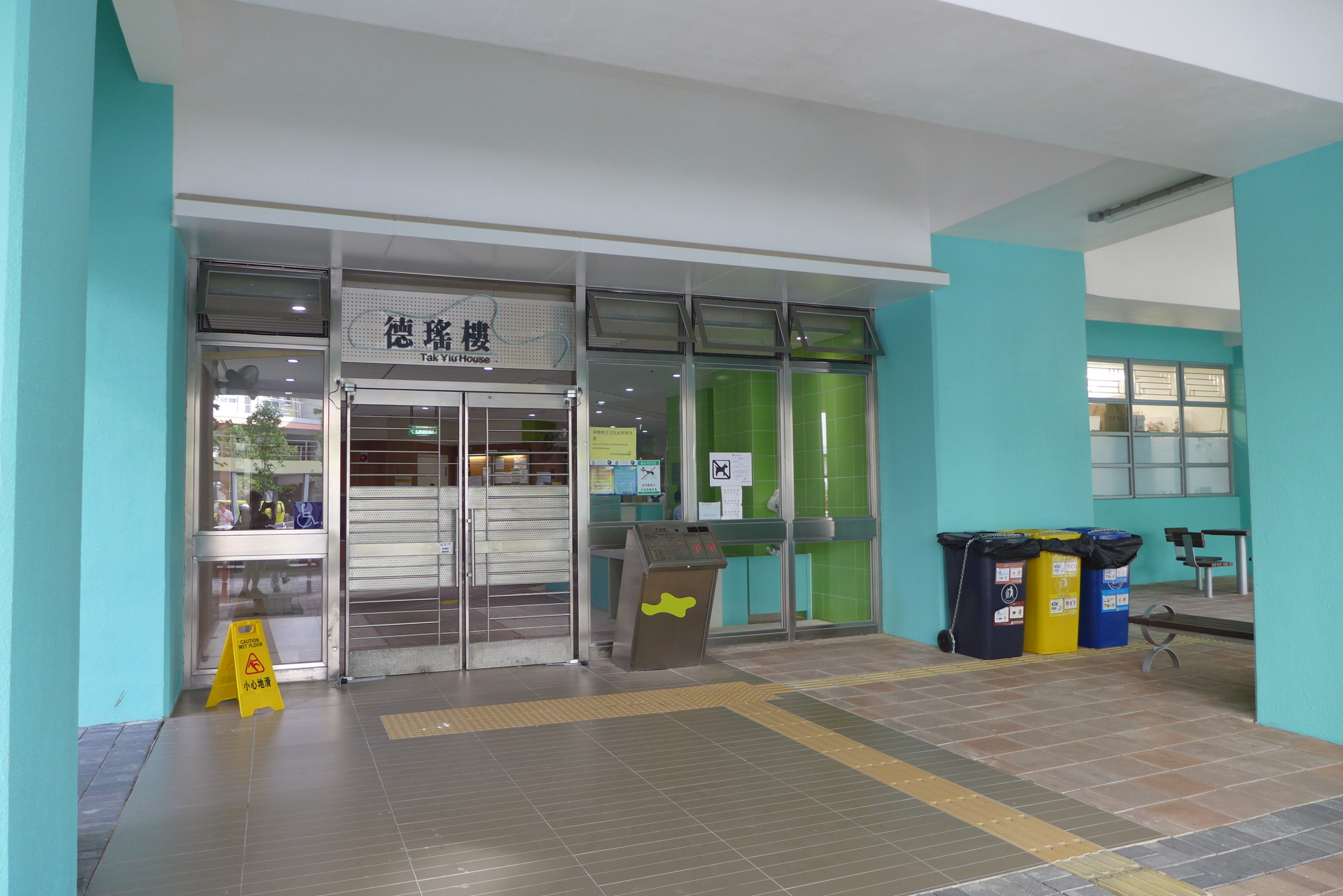
住宅入口大堂

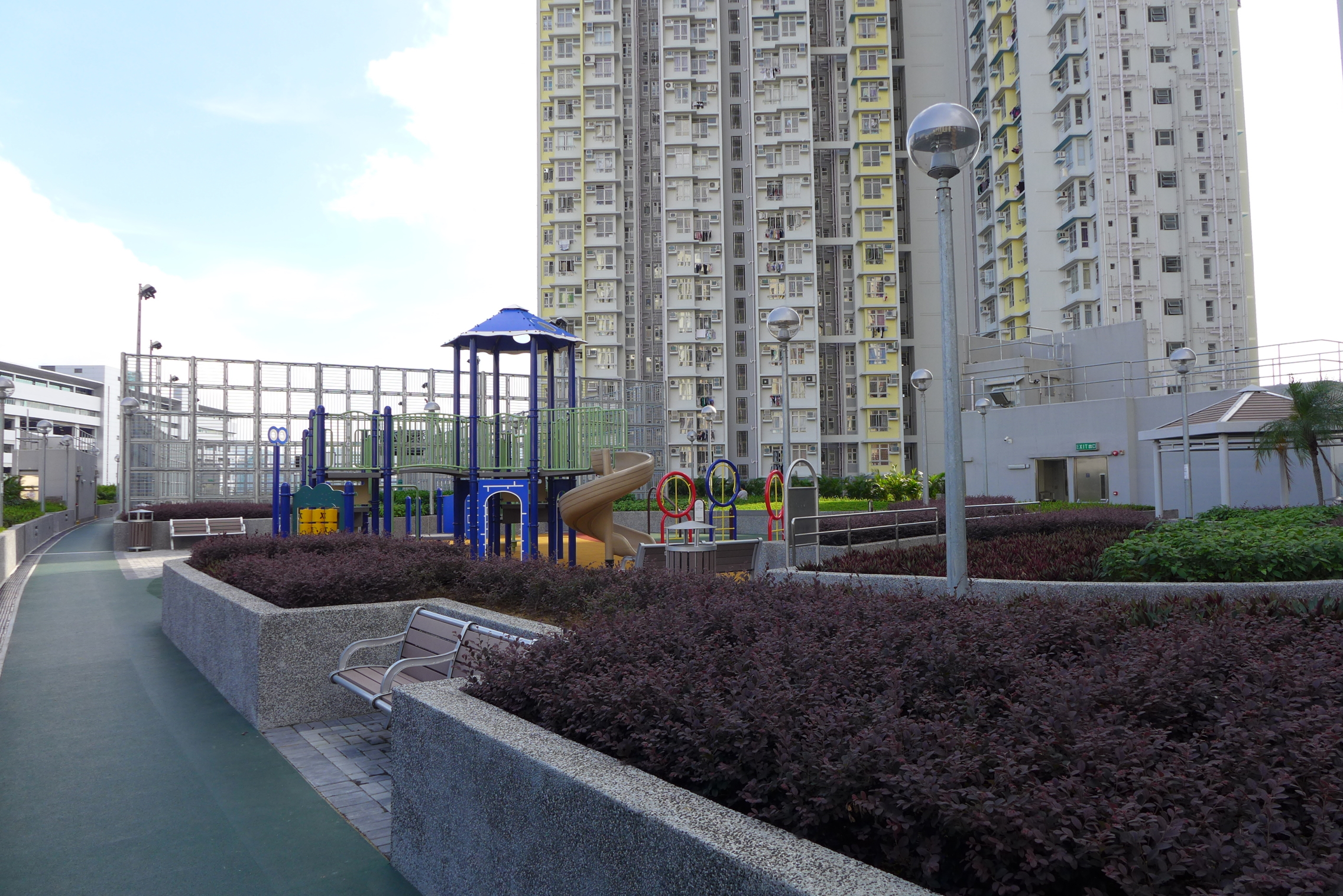
屋邨停車場頂層為花園平台

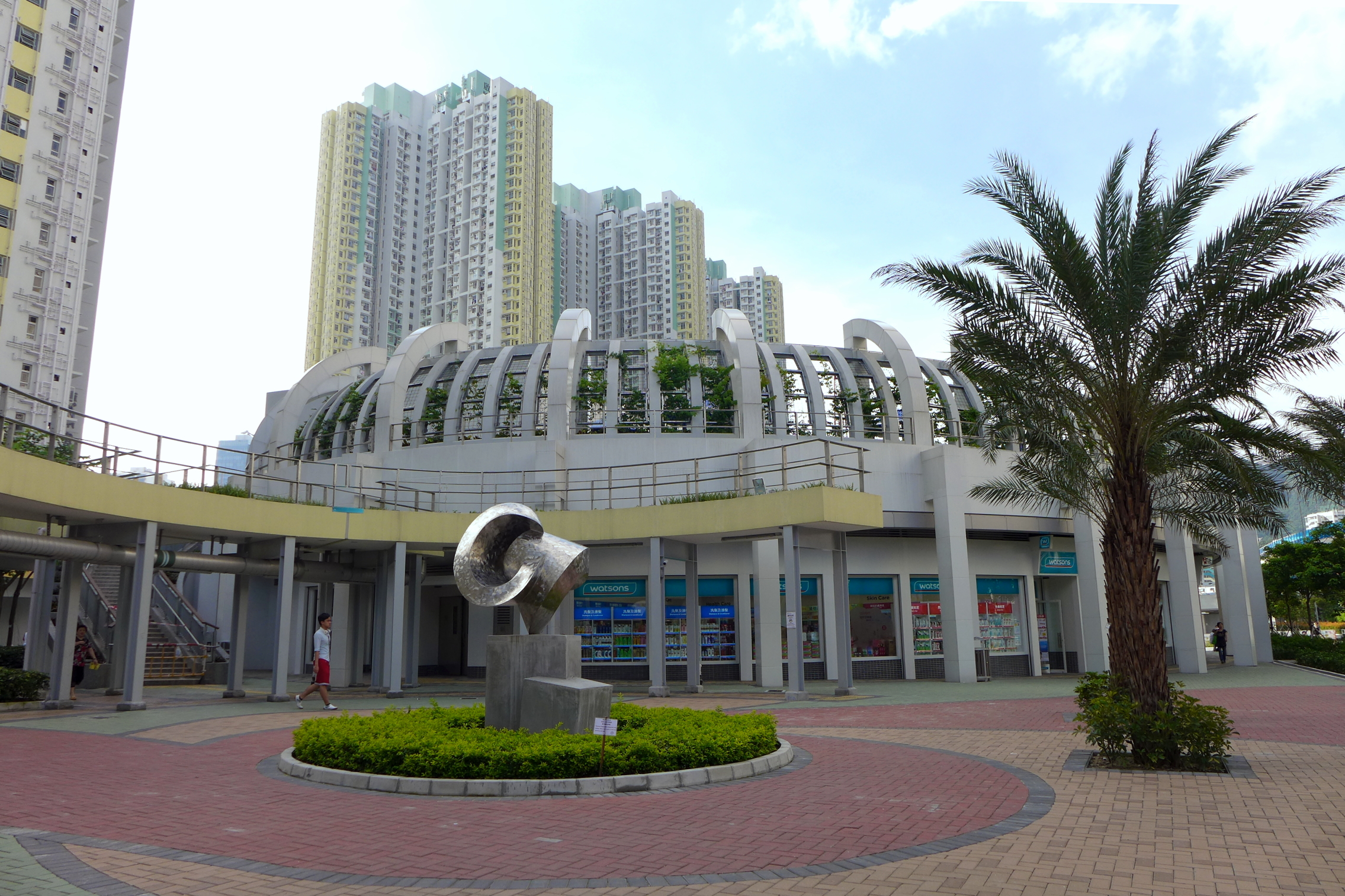
晴朗商場

德朗邨（英語：Tak Long Estate）是香港房屋委員會轄下的公共屋邨，位於九龍啟德承啟道28號，佔地5.71公頃，合共8座40層高及1座35層高的非標準設計大廈，合共8,164個單位。

## 歷史
此邨用地曾為啟德皇家空軍基地一部分，直至1978年撤出後基地一分為二。當中，此邨所在的用地，仍保留作皇家香港輔助空軍基地之彈藥庫，直至1983年改建為啟德機場停機坪。
1998年7月，香港國際機場由人口稠密的九龍城區搬遷至大嶼山赤鱲角，香港政府在啟德機場舊址進行大型市區發展計劃——啟德發展計劃，並計劃在舊機場東部興建三個公屋屋邨，當中部份單位用於安置牛頭角下邨居民，但因大多數居民不願遷入及「孫九招」而作罷。
2006年，規劃署才落實發展大綱，計劃在啟德發展區前皇家香港輔助空軍基地興建兩條公共屋邨，由房屋署總建築師（2）作總體設計及由周古梁建築及工程師有限公司作詳細設計，由有利建築及新昌營造的聯營公司，以「設計及建造」方式承建。
2008年，房委會為了回應當時反對屏風樓的訴求，擴闊樓宇距離以加強通風及綠化，結果要將已打落的約三成樁柱起出重建地基，耗資大約4億港元，而總樓面降至57萬平方呎，樓高減至35至40層。2012年，兩條公共屋邨以「啟德」和「晴朗」為題，分別獲命名為啟晴邨和德朗邨。
2013年，德朗邨竣工，原定於11月入伙，受到天雨影響工程，最終於12月4日起入伙。當中，此屋邨有104個單位於2013/14財政年度優先分配予基層公務員。

## 屋邨資料

### 樓宇
德朗邨共有9座，各座樓宇名稱均以部首為玉部的漢字為名。
| 樓宇名稱（座號）           | 樓宇類型                    | 落成年份 | 樓宇層數 | 每層伙數                                               | 單位數目（伙） | 建築師                                           | 承建商              | 提供升降機的廠商 | 期數 |
| -------------------------- | --------------------------- | -------- | -------- | ------------------------------------------------------ | -------------- | ------------------------------------------------ | ------------------- | ---------------- | ---- |
| 德瑜樓（第1座） （英語：Tak Yu House） | 非標準設計大廈 （Y字型）    | 2013年   | 40       | 25（3-18、20-40樓） 24（2，19樓） 15（1樓）            | 988            | 房屋署總建築師（2）、 周古梁建築及工程師有限公司 | 有利建築、 新昌營造 | 迅達             | 2    |
| 德珮樓（第2座） （英語：Tak Pui House） | 非標準設計大廈 （十字長型） | 2013年   | 35       | 20（32-35樓） 26（2-18、20-31樓） 25（19樓） 22（1樓） | 881            | 房屋署總建築師（2）、 周古梁建築及工程師有限公司 | 有利建築、 新昌營造 | 迅達             | 2    |
| 德珊樓（第3座） （英語：Tak Shan House） | 非標準設計大廈 （十字長型） | 2013年   | 40       | 20（37-40樓） 26（2-18、20-36樓） 25（19樓） 22（1樓） | 1011           | 房屋署總建築師（2）、 周古梁建築及工程師有限公司 | 有利建築、 新昌營造 | 迅達             | 2    |
| 德琦樓（第4座） （英語：Tak Kei House） | 非標準設計大廈 （十字型）   | 2013年   | 40       | 24（2-18、20-40樓） 23（19樓） 20（1樓）               | 955            | 房屋署總建築師（2）、 周古梁建築及工程師有限公司 | 有利建築、 新昌營造 | 迅達             | 2    |
| 德瑞樓（第5座） （英語：Tak Sui House） | 非標準設計大廈 （Y字型）    | 2013年   | 40       | 25（5-18、20-40樓） 24（19樓） 23（2-4樓） 13（1樓）   | 981            | 房屋署總建築師（2）、 周古梁建築及工程師有限公司 | 有利建築、 新昌營造 | 迅達             | 2    |
| 德璋樓（第6座） （英語：Tak Cheung House） | 非標準設計大廈 （十字型）   | 2013年   | 40       | 20（1-18、20-40樓） 19（19樓）                         | 799            | 房屋署總建築師（2）、 周古梁建築及工程師有限公司 | 有利建築、 新昌營造 | 迅達             | 2    |
| 德瑩樓（第7座） （英語：Tak Ying House） | 非標準設計大廈 （十字長型） | 2013年   | 40       | 22（2-18、20-40樓） 21（19樓） 18（1樓）               | 875            | 房屋署總建築師（2）、 周古梁建築及工程師有限公司 | 有利建築、 新昌營造 | 迅達             | 2    |
| 德瓏樓（第8座） （英語：Tak Loong House） | 非標準設計大廈 （十字長型） | 2013年   | 40       | 22（2-18、20-40樓） 21（19樓） 18（1樓）               | 875            | 房屋署總建築師（2）、 周古梁建築及工程師有限公司 | 有利建築、 新昌營造 | 迅達             | 2    |
| 德瑤樓（第9座） （英語：Tak Yiu House） | 非標準設計大廈 （十字型）   | 2013年   | 40       | 20（1-18、20-40樓） 19（19樓）                         | 799            | 房屋署總建築師（2）、 周古梁建築及工程師有限公司 | 有利建築、 新昌營造 | 迅達             | 2    |

## 設施
邨內提供的活動及休憩空間多元化，設兒童遊樂場、健身設備、閒座區及羽毛球場。屋邨停車場頂層花園平台設兒童遊樂場、缓跑徑、健身設備、2個籃球場及一個硬地迷你足球場。屋苑亦設社區農場及歷史長廊展示啟德機場的舊照片。停車場樓高3層，地下設區議員辦事處及屋村辦事處。

### 商場
邨內附設晴朗商場。

### 學校
邨內有一所幼稚園為佛教陳策文伉儷幼稚園 （页面存档备份，存于），於2015年9月啟用。
而在鄰近沐安街附近的一塊預留土地，則批予浸信會孔憲紹天虹小學遷置。該用地曾於2002年分配予華德學校作開辦全日制小學之用，但因啟晴及德朗邨現址公屋項目擱置而遭到撤回，直至2019年9月才再次推出。
另外，鄰近的一組中學及小學預留用地，原擬直接批予香港浸信會聯會開辦私立學校，作為政府於2014年終止培正專業書院位於加士居道42號校舍租約（而校舍原訂分配予該機構，重建為一座私立國際學校），以用作醫院擴展的賠償。但直到2021年，該用地目前仍用作臨時工地，而政府更有意將該地的一部份，暫時改作臨時房屋，長遠將會重新分配。

## 相片集

### 興建階段

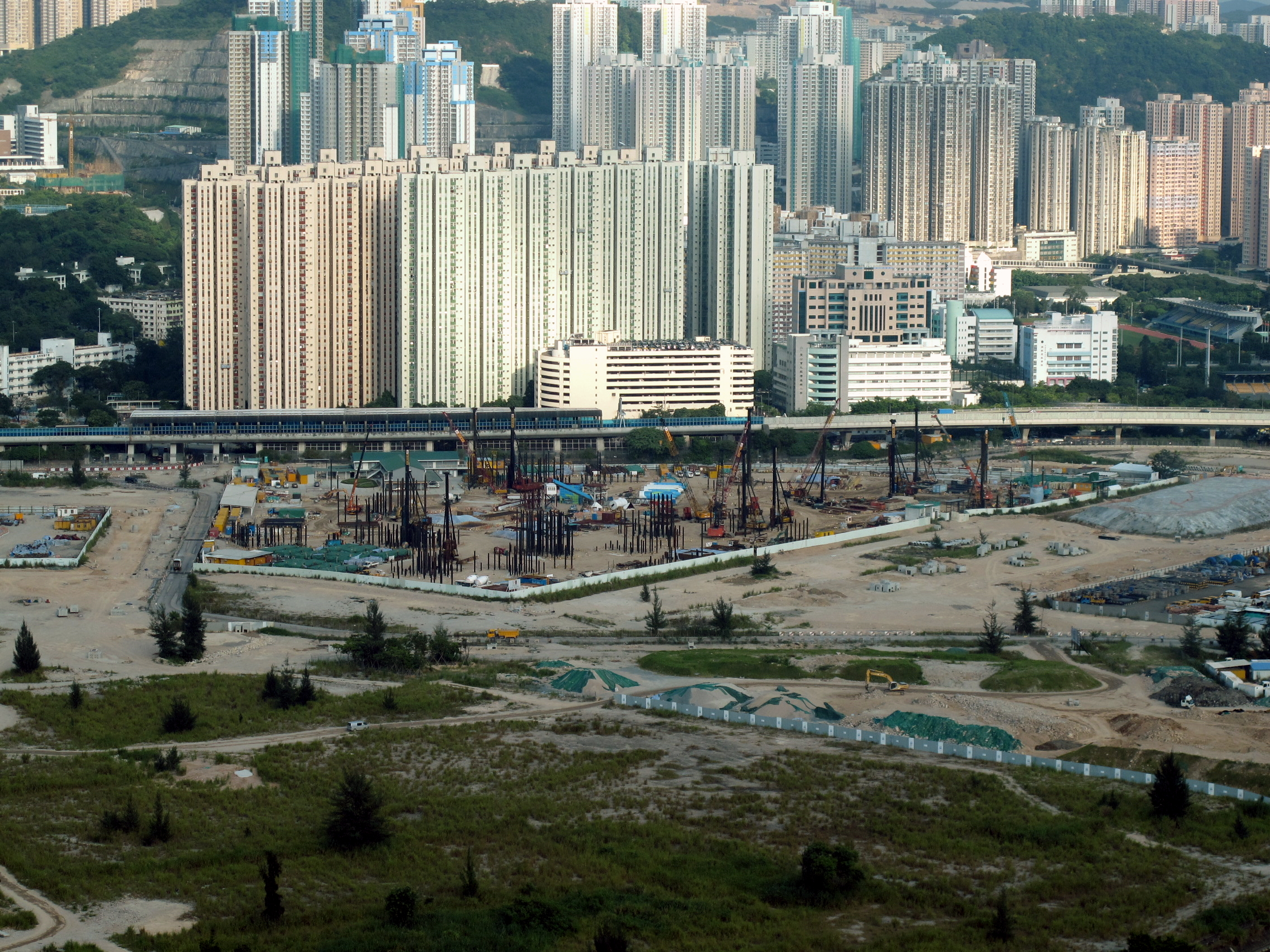
2010年10月
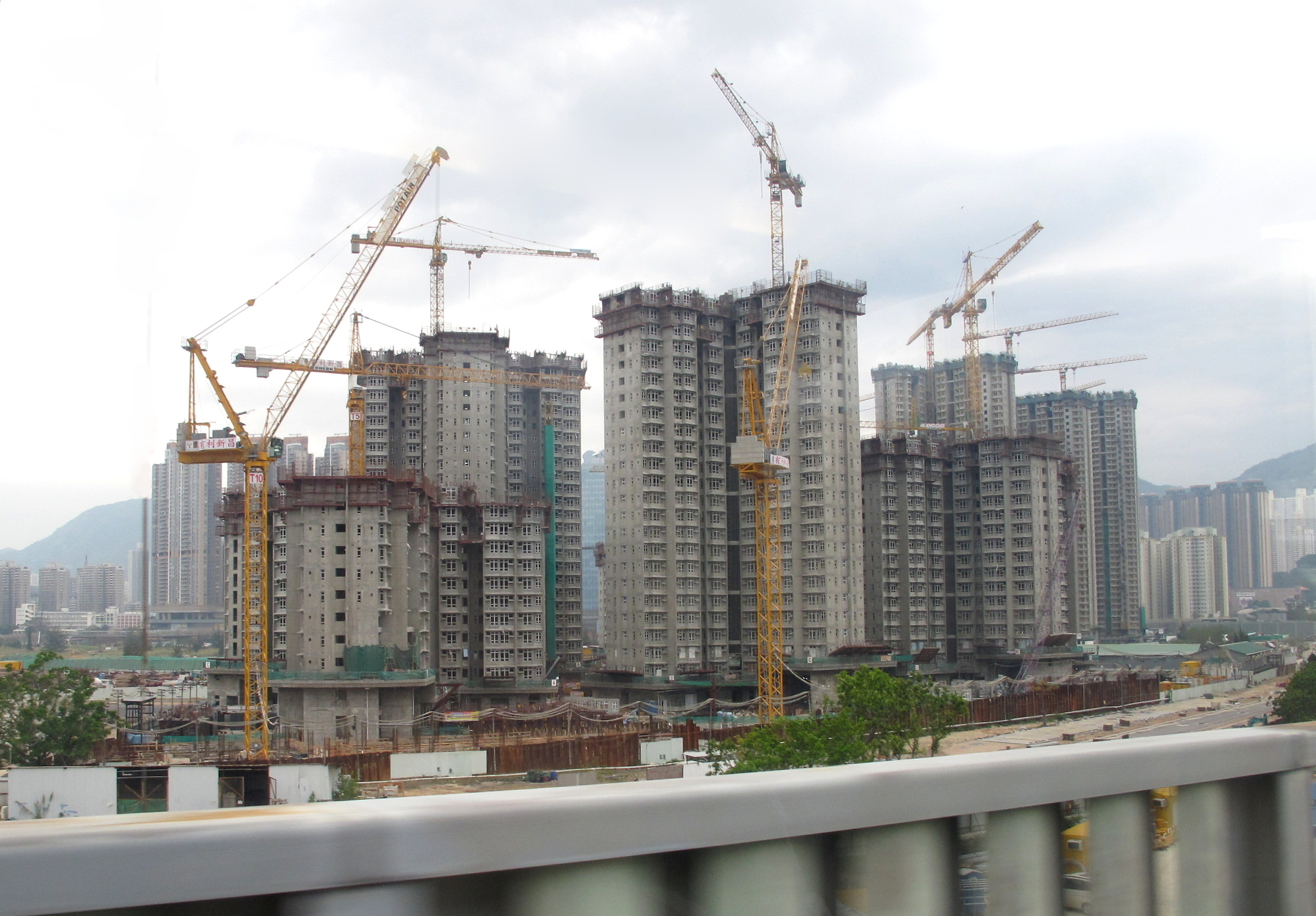
2012年4月
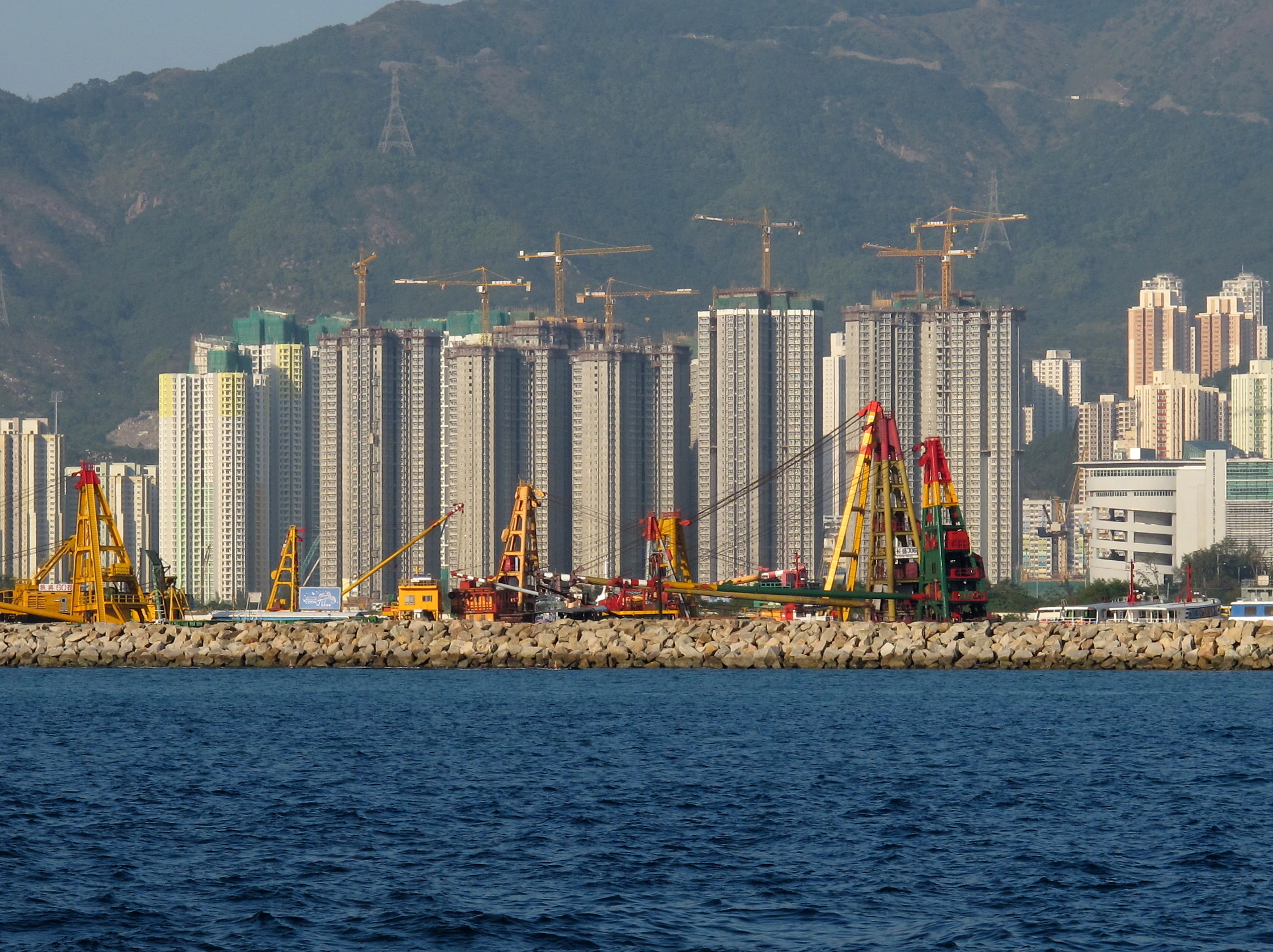
2012年12月
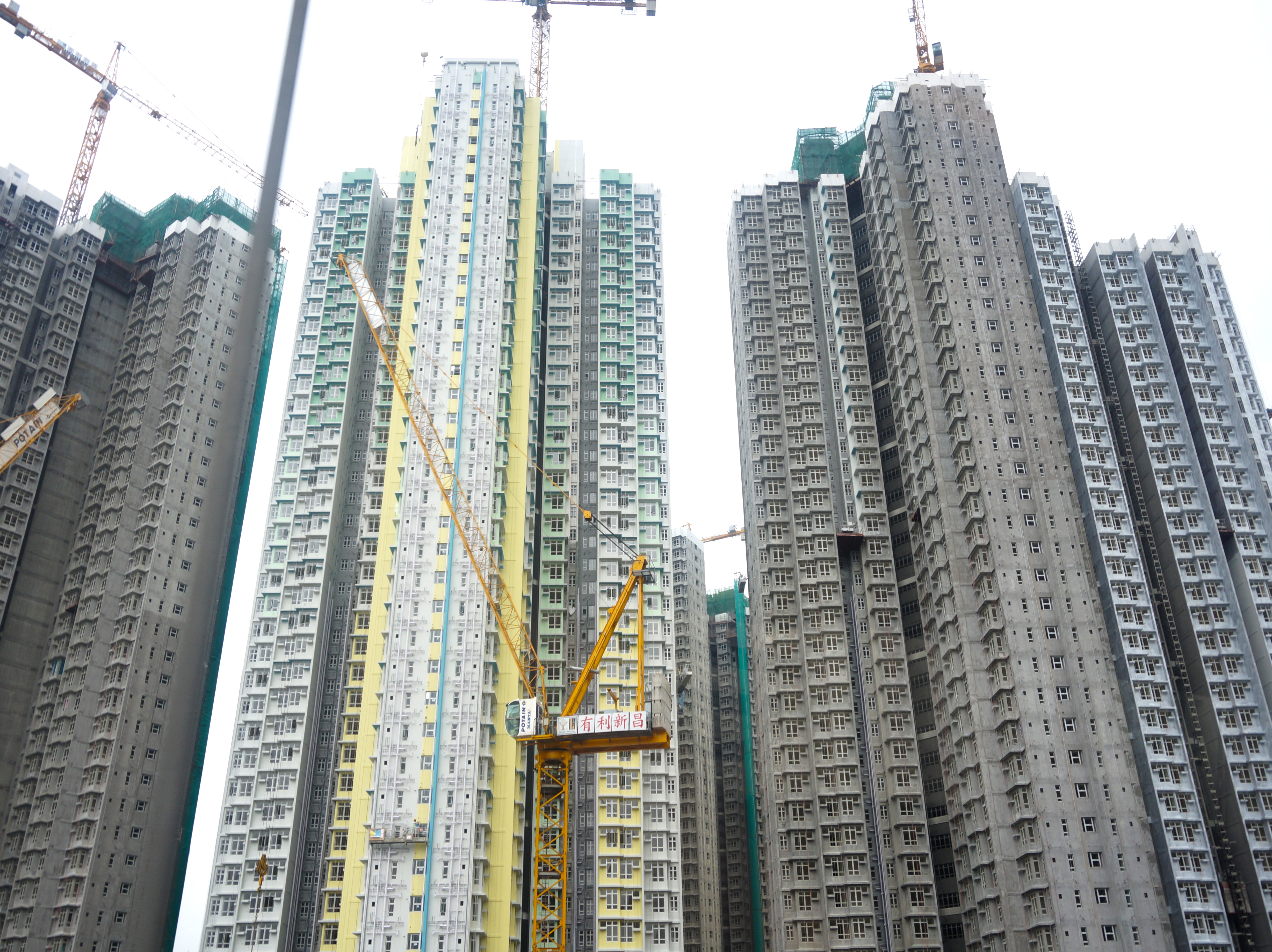
2013年4月
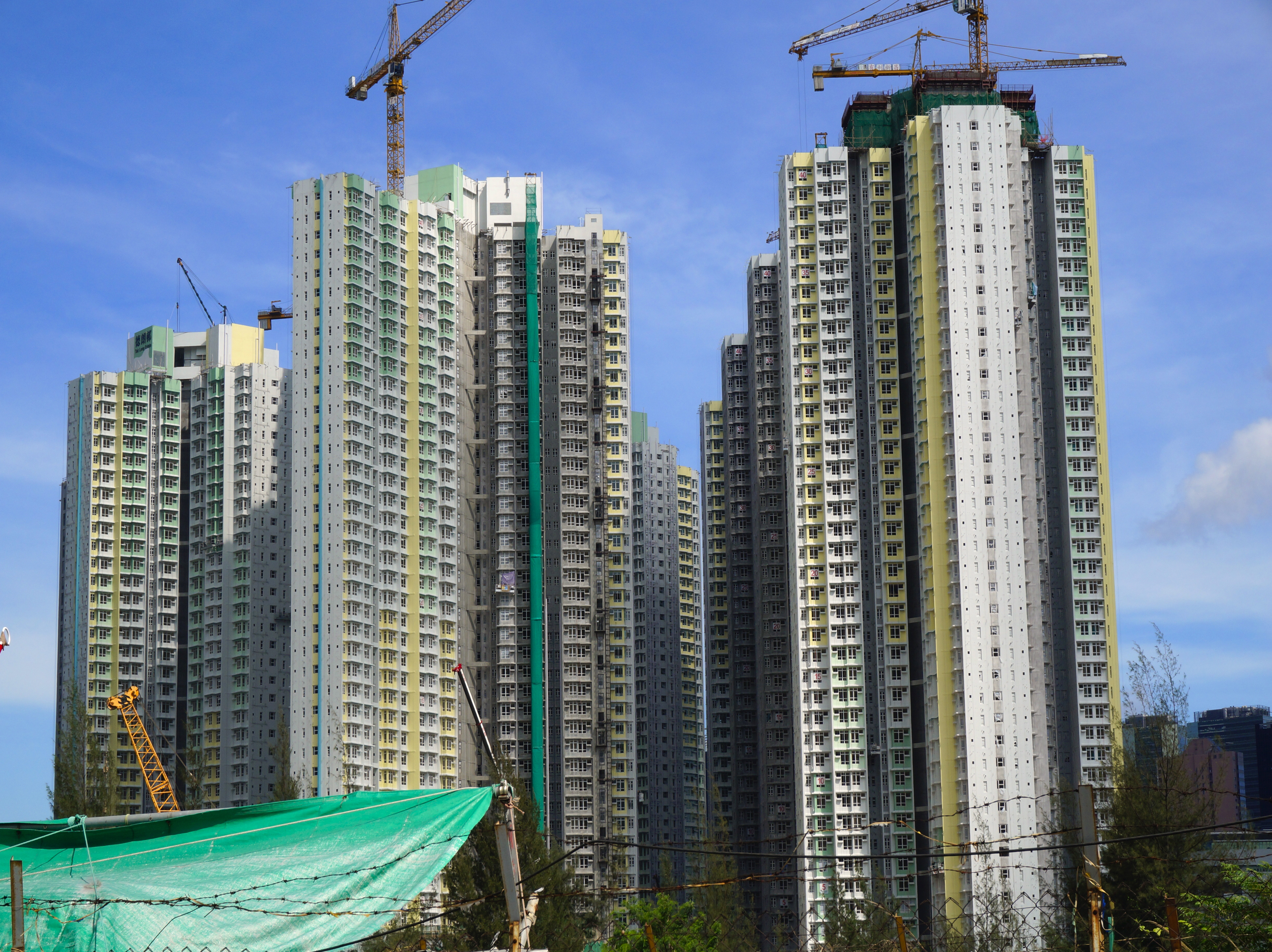
2013年5月
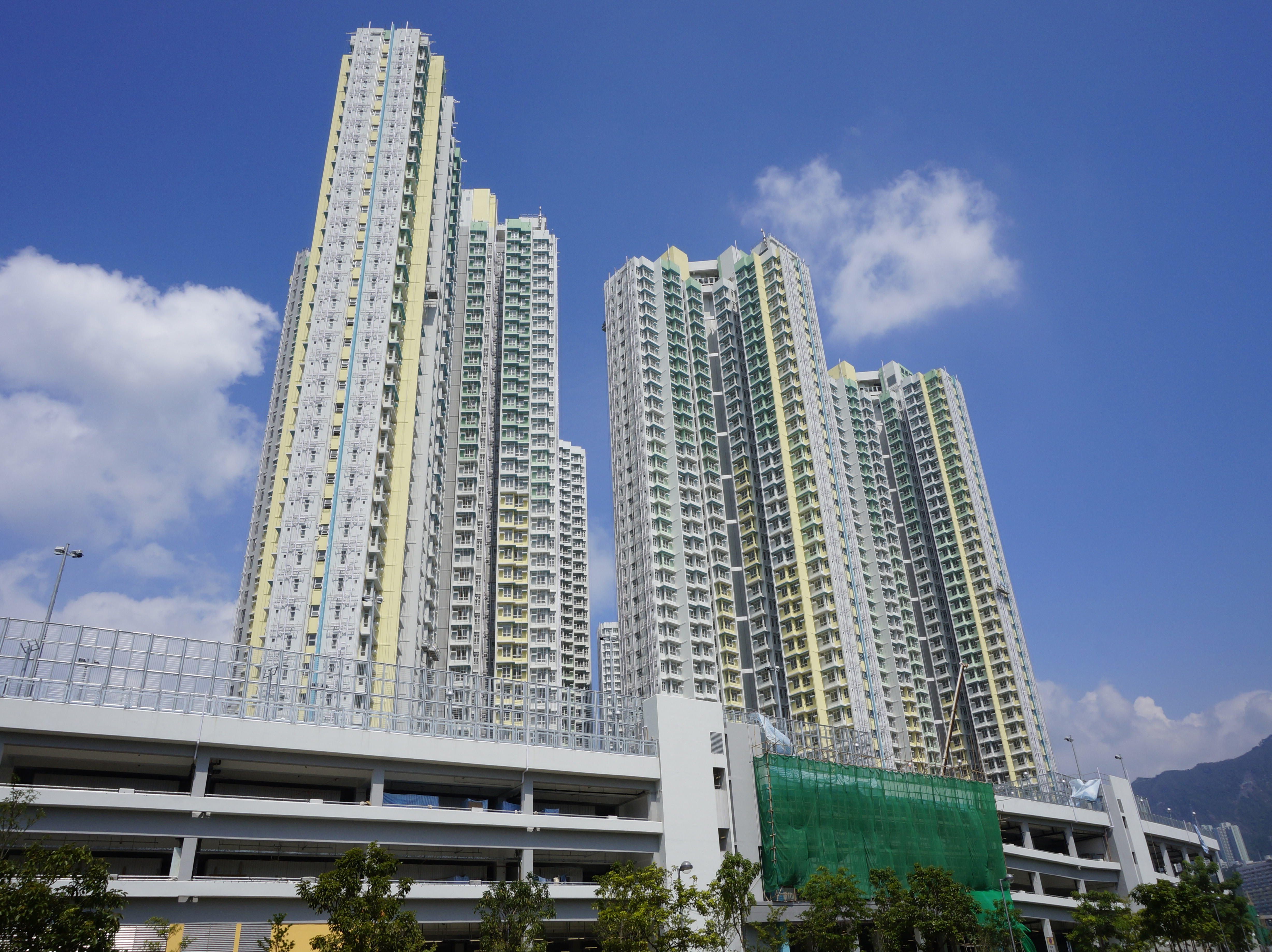
2013年9月
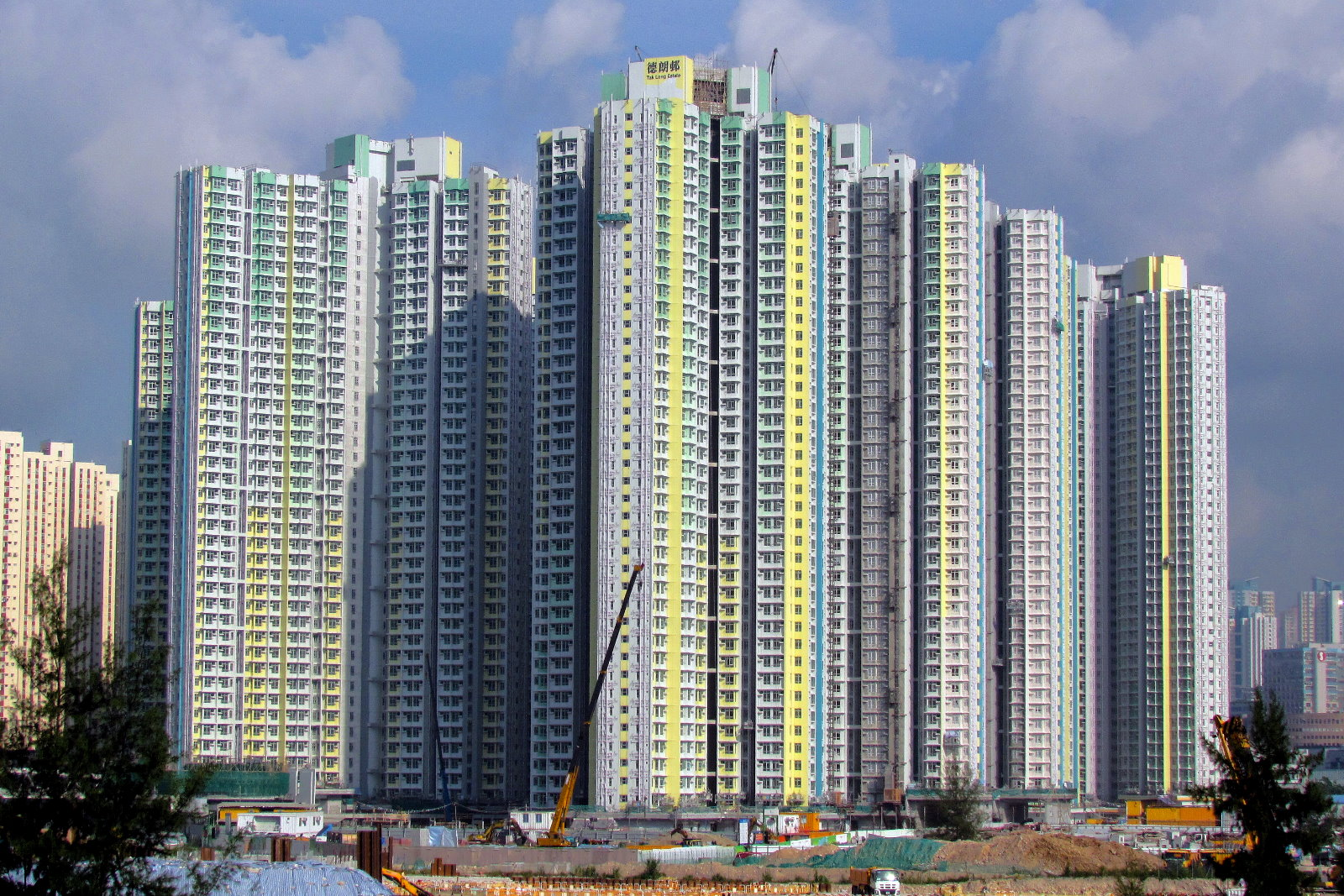
2013年9月

### 落成後

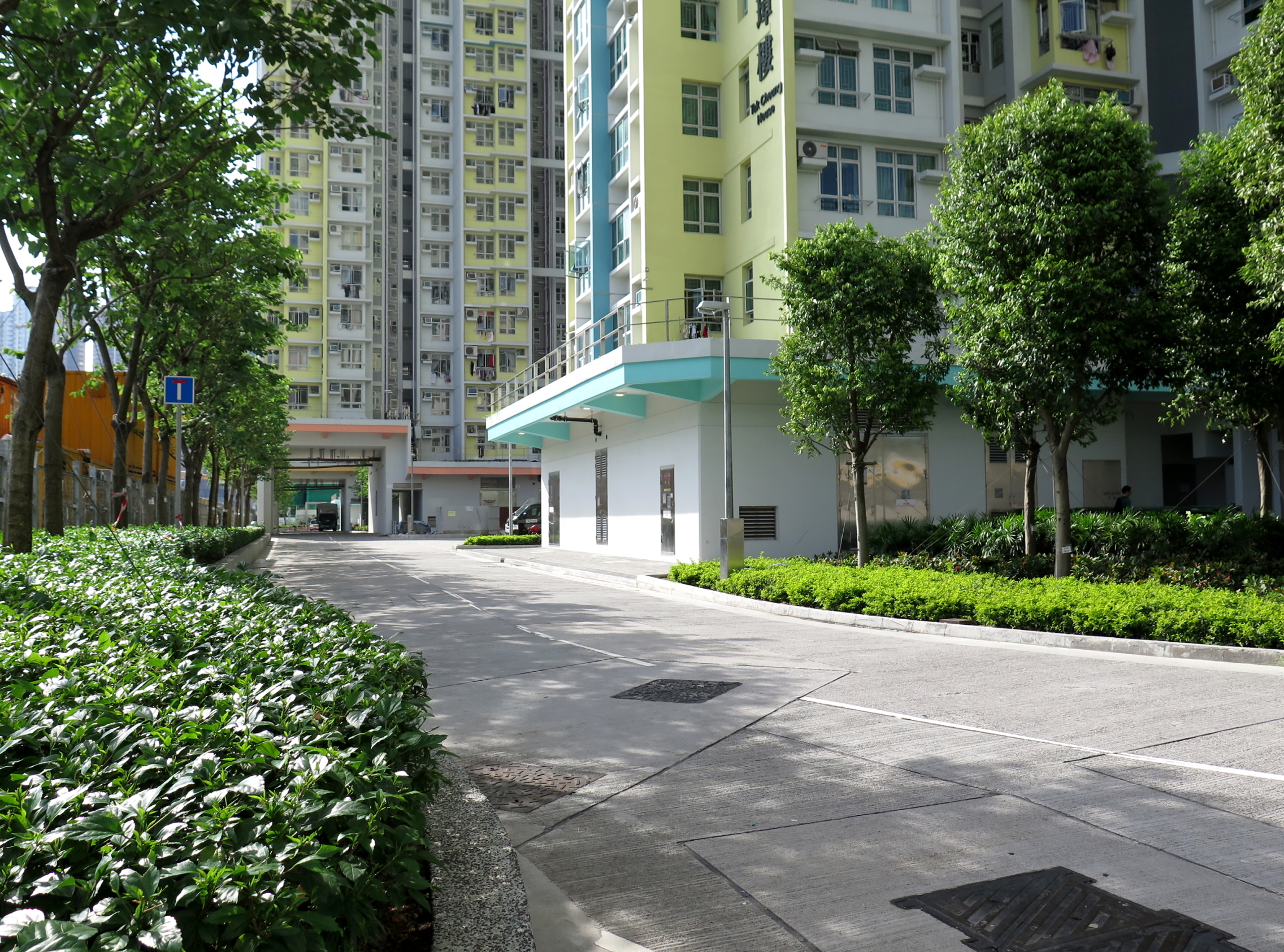
屋邨行車道
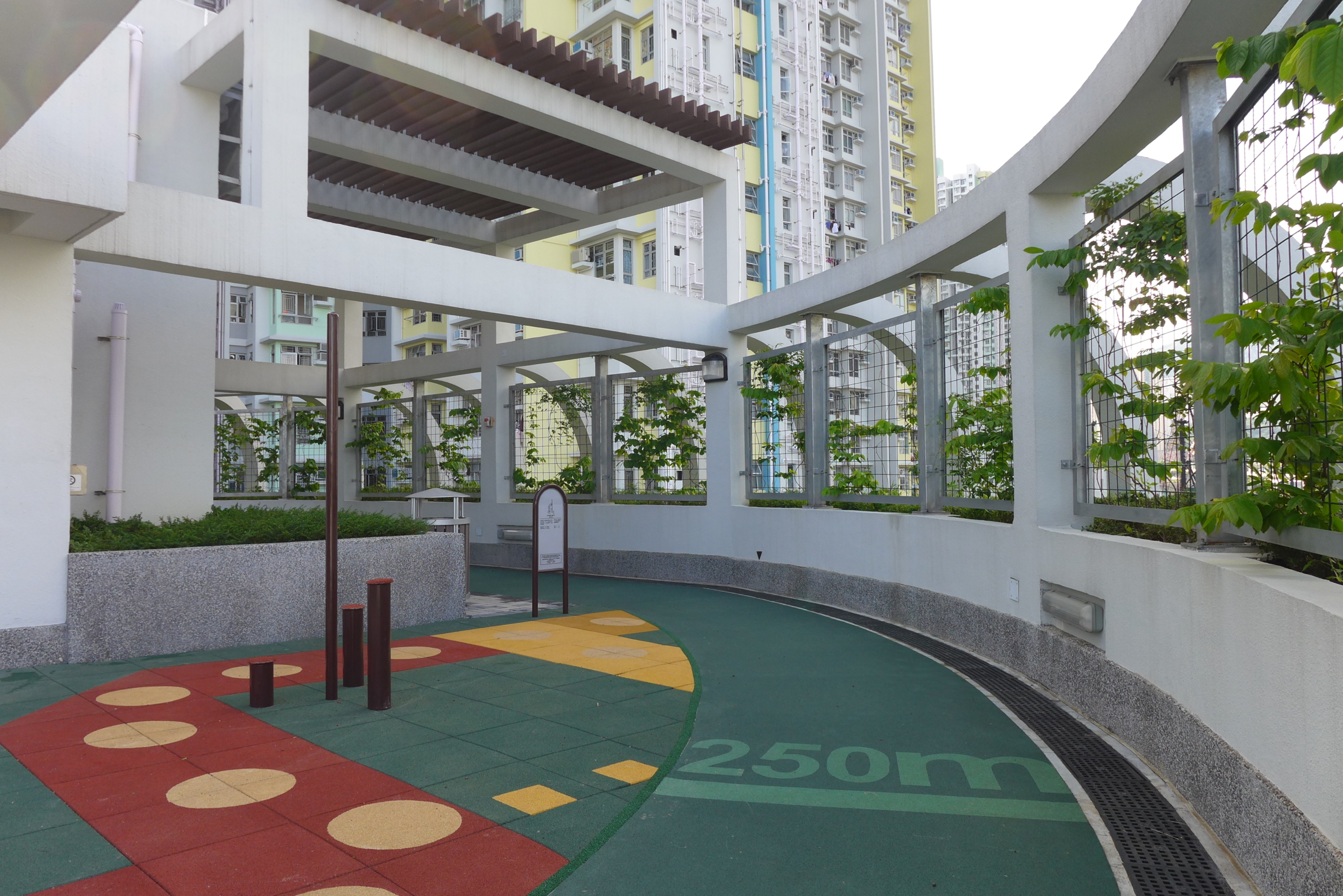
停車場頂層花園平台設缓跑徑及健身設備
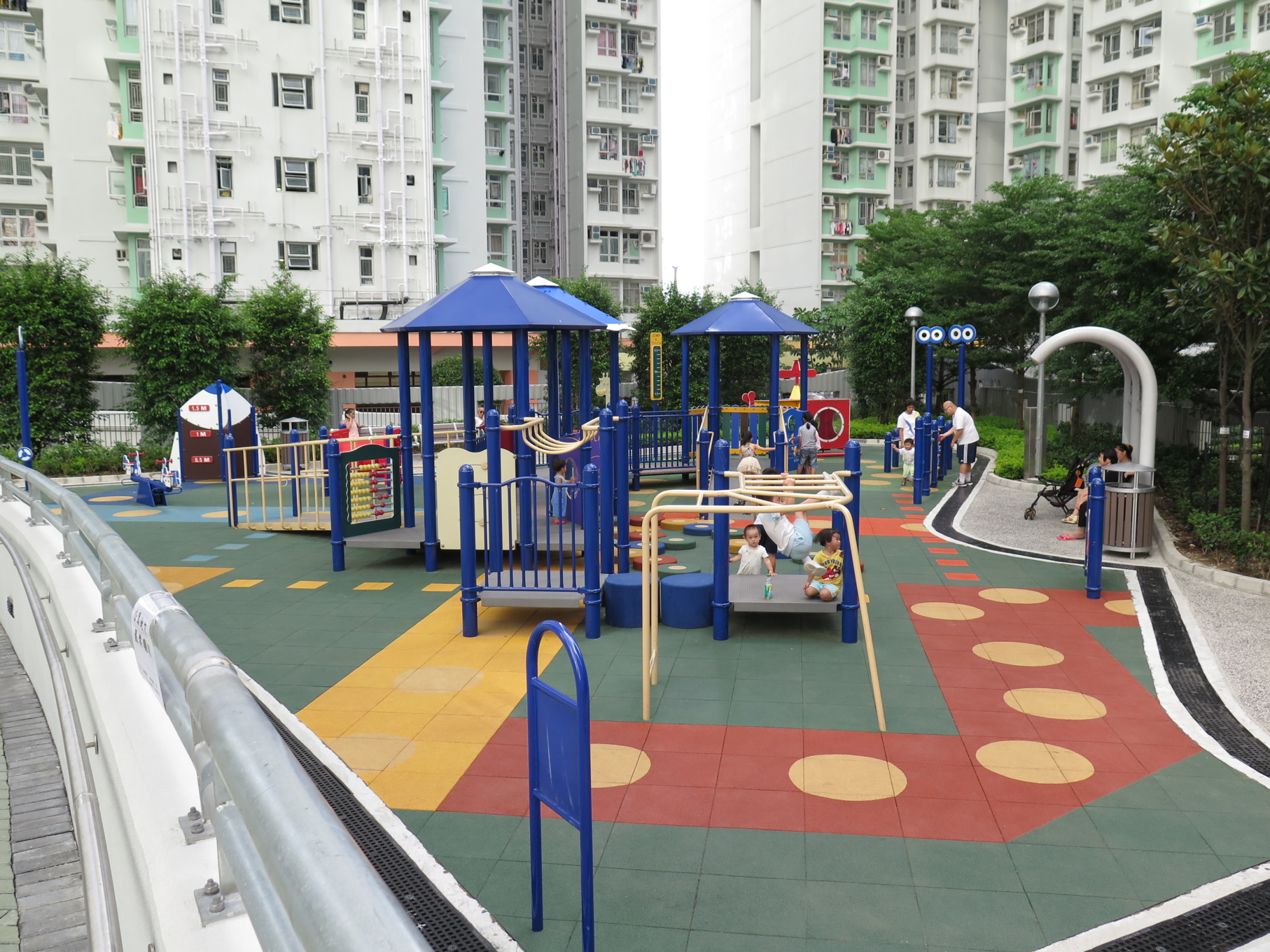
兒童遊樂場
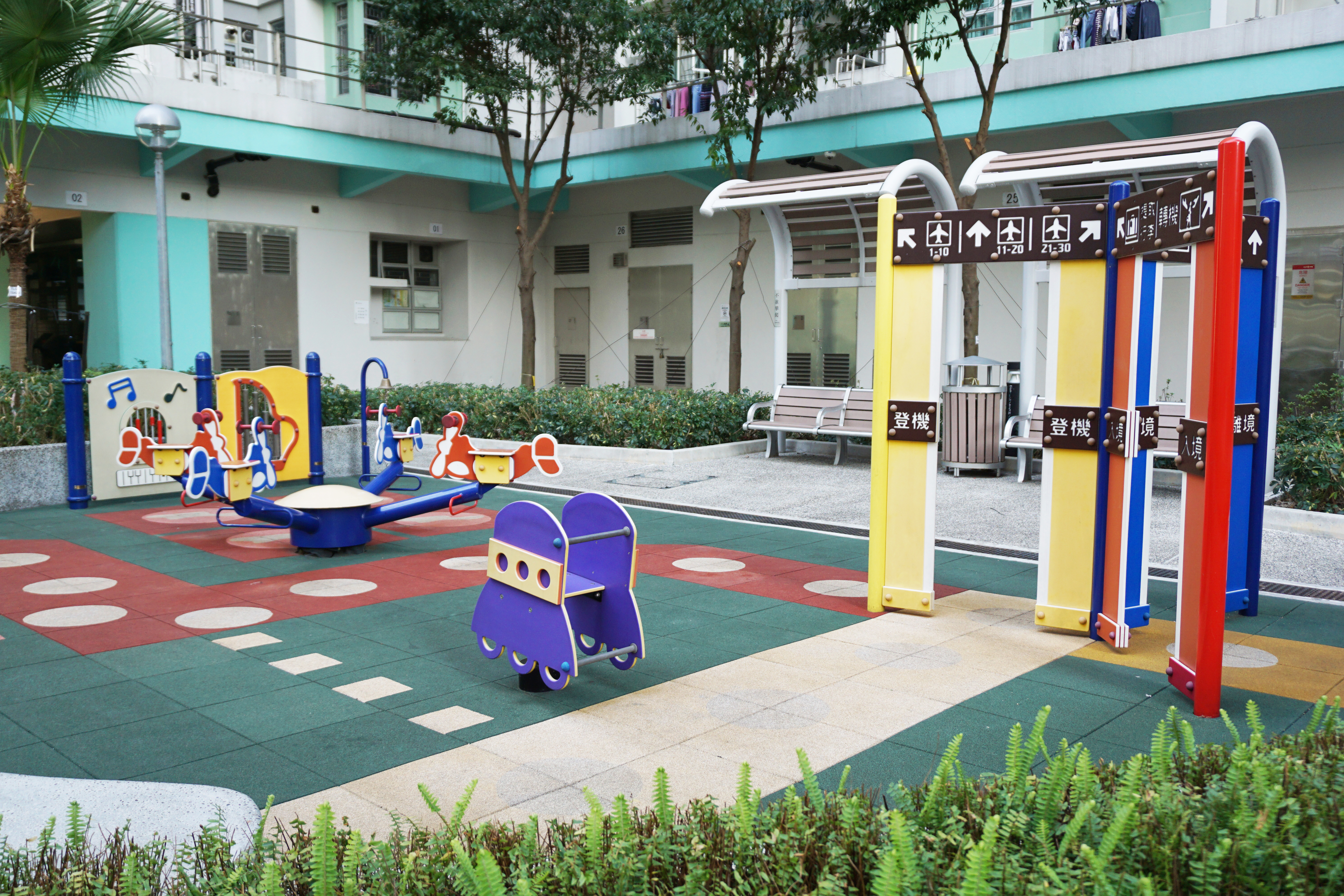
以登機為主題的小童遊樂設施
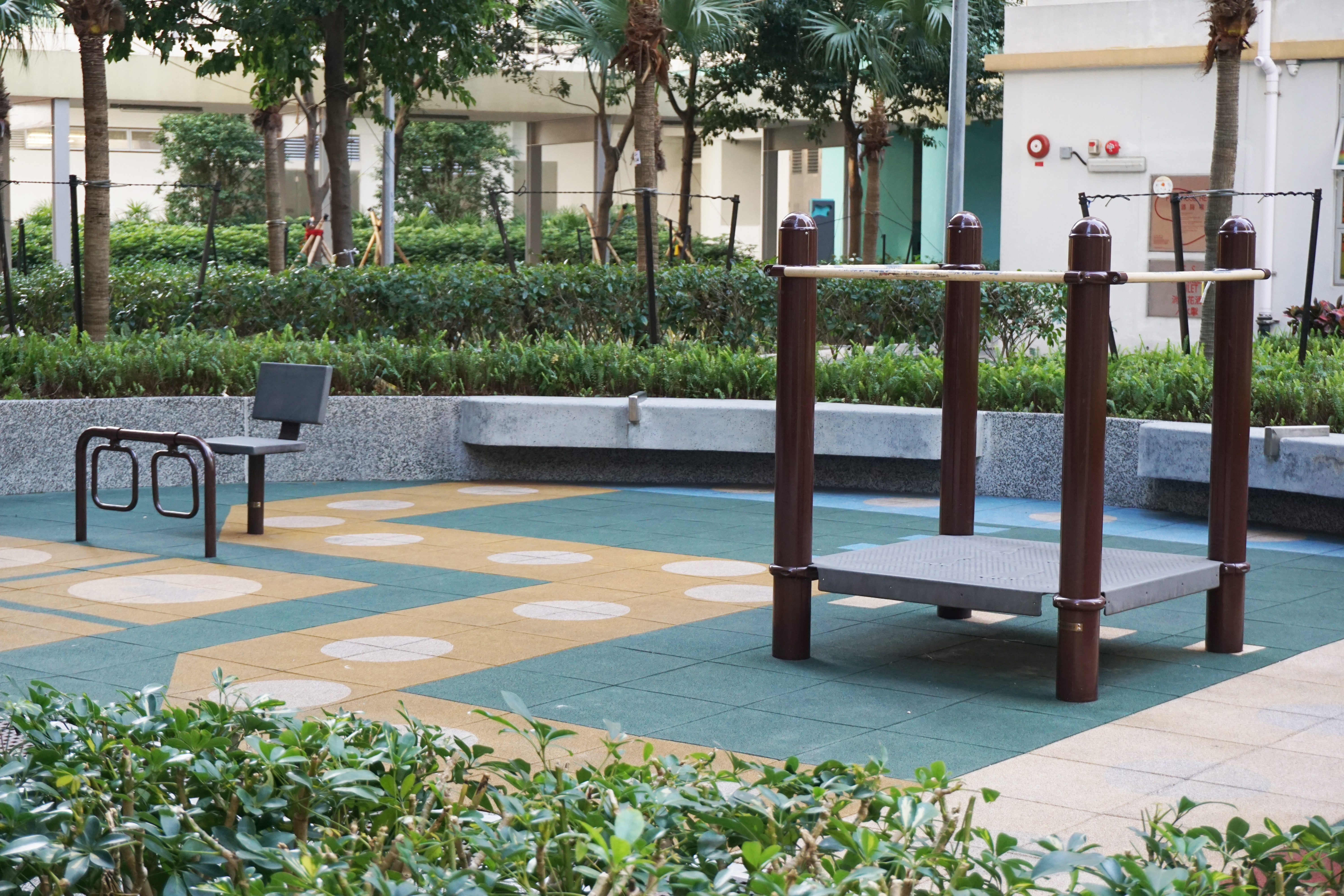
腳部伸展健身設備
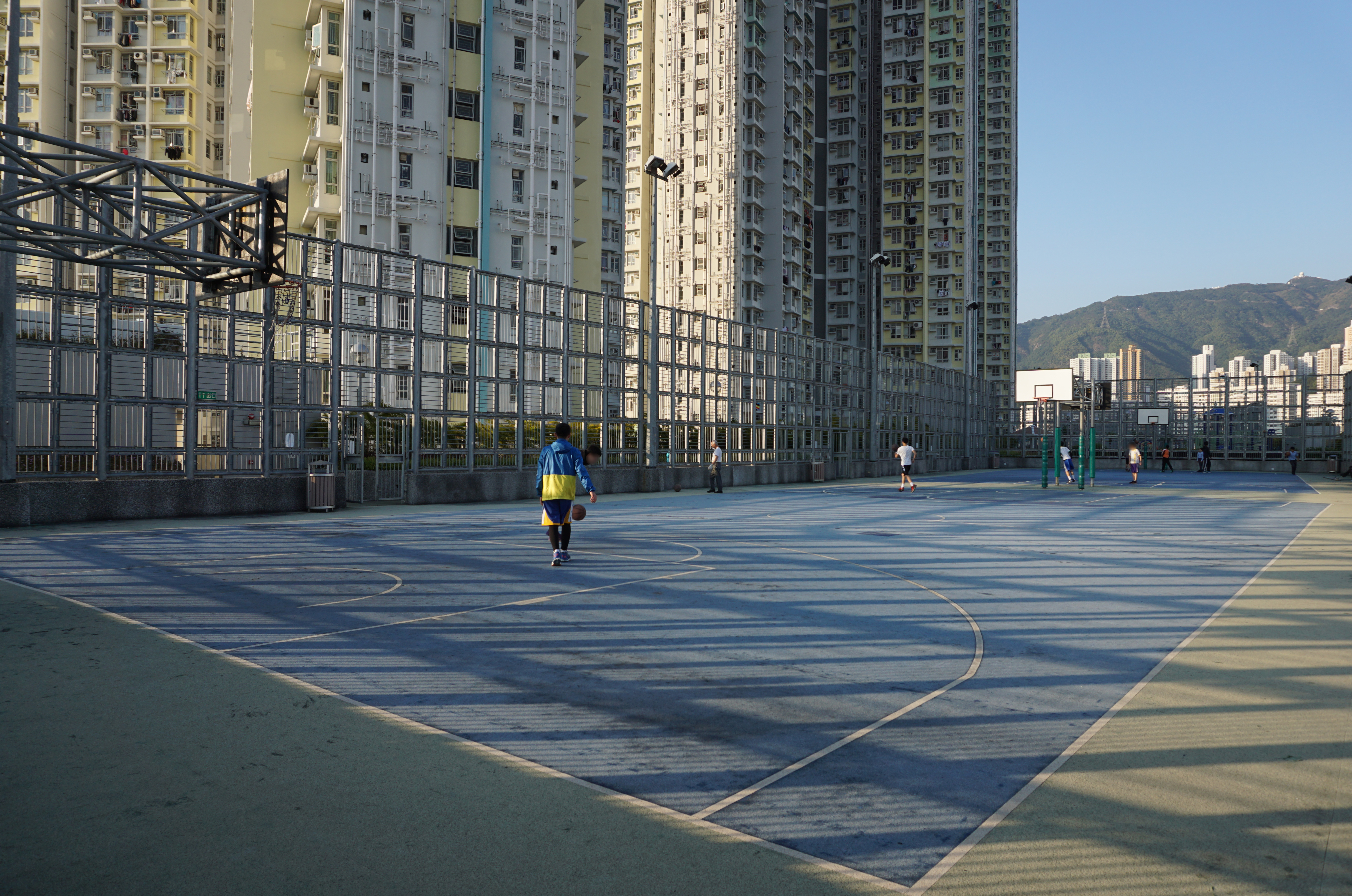
籃球場
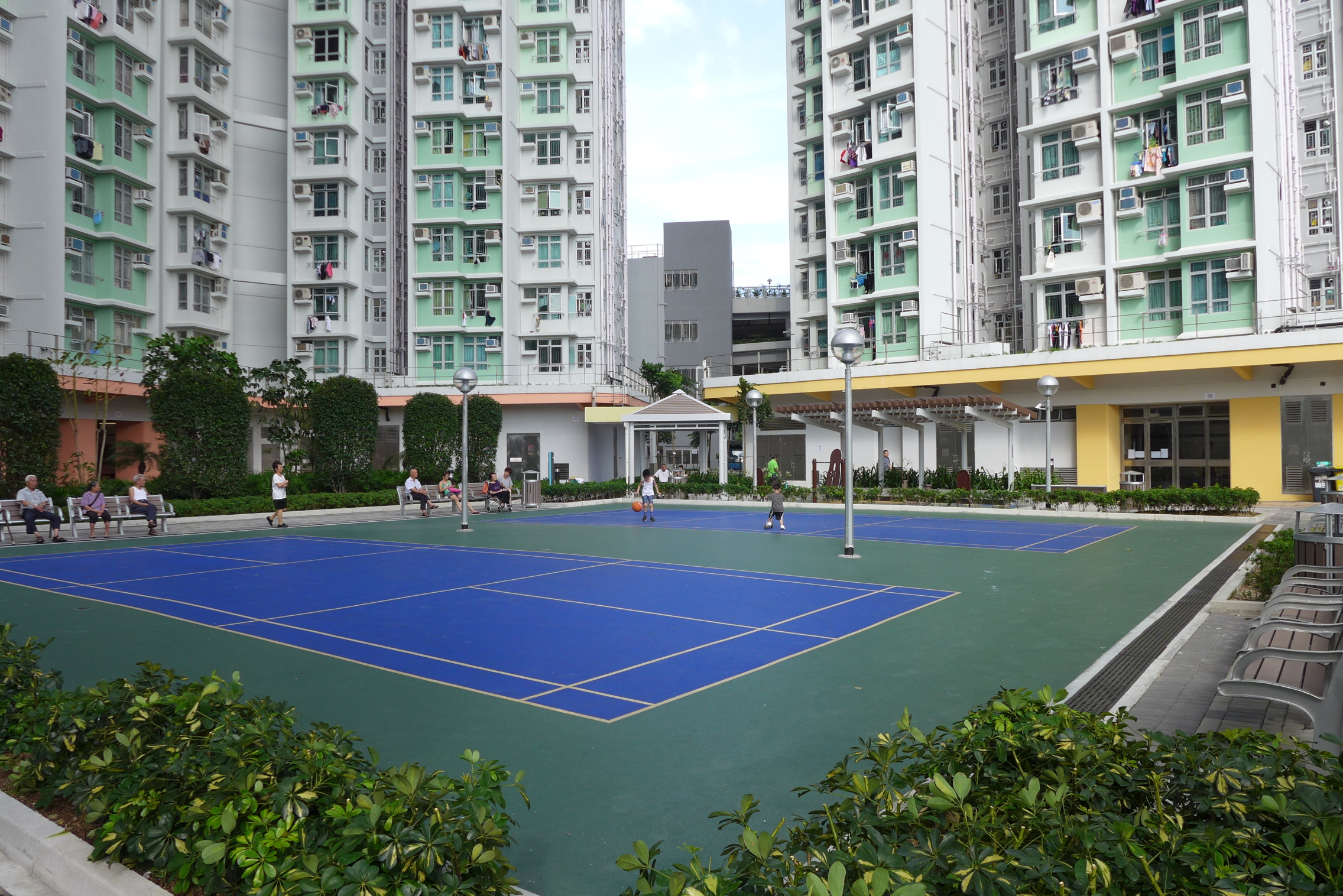
羽毛球場
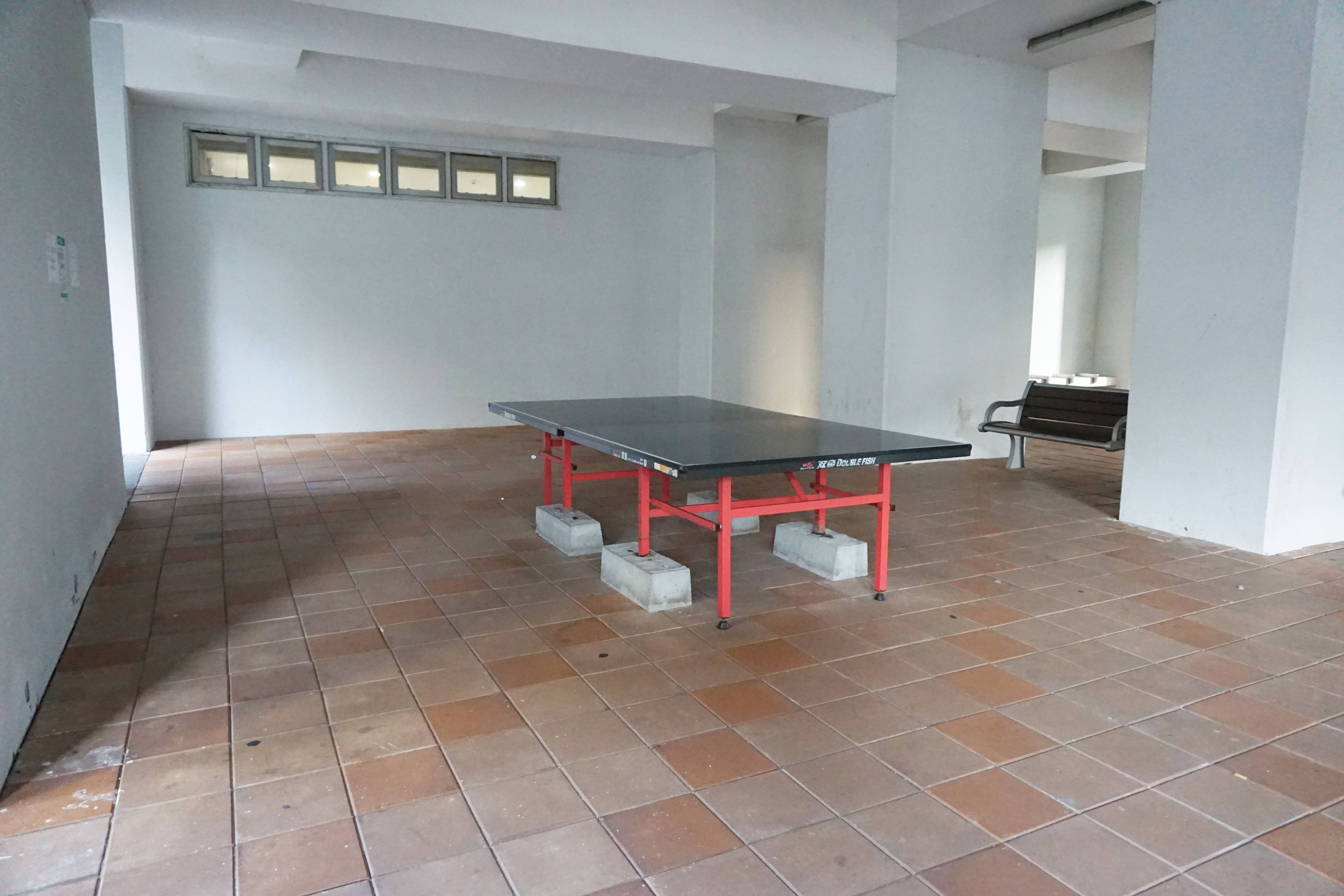
乒乓球檯
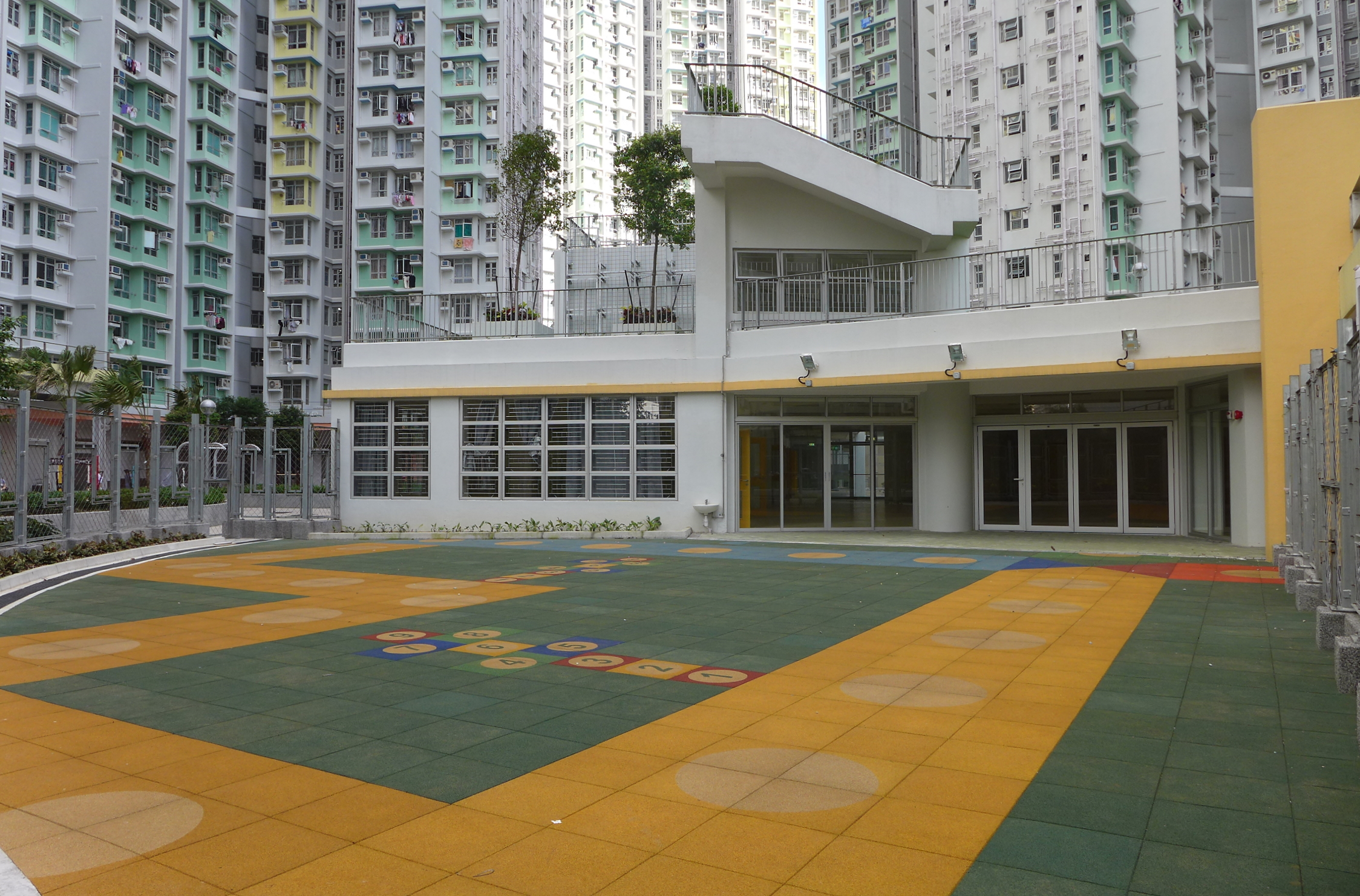
幼稚園
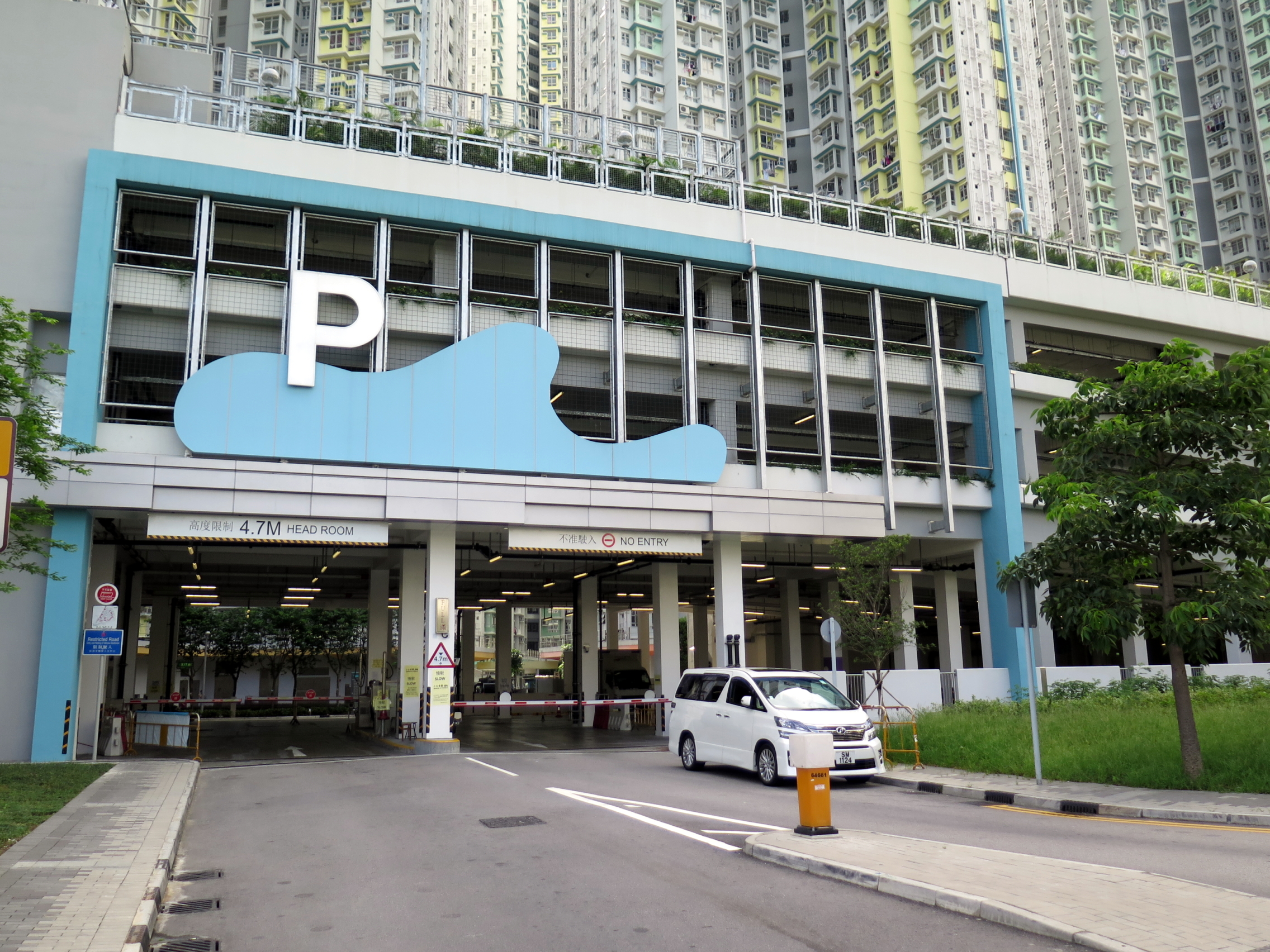
多層停車場

## 附近建築
- 煥然壹居
- 啟晴邨
- 啟朗苑
- 機電工程署總部大樓
- 九龍灣國際展貿中心
- 麗晶花園
- 啟德1號
- 嘉滙
- 天寰
- 龍譽
- Oasis Kai Tak

## 選區
雖然本邨位於太子道東以南、宏光道以西，鄰近麗晶花園，不過按照區議會地區分界，其屬於九龍城區議會啟德選區（G13），現任區議員為何華漢。
由2016年開始，G11 啟德選區分拆成三個選區，其中德瑜樓、德珮樓、啟晴邨、晴朗商場和擬建之新東九龍總區總部及行動基地暨牛頭角分區警署改編入G12 啟德北選區。而其他住宅大樓則與啟德站、宋皇臺站（九龍城迴旋處以外一帶空地）、工業貿易大樓、啟德郵輪碼頭、香港兒童醫院以及啟德發展區內其他範圍改編入G13 啟德南選區。

## 區議會議席分布
| 年度/範圍                        | 2012-2015    | 2016-2019      | 2020-2023          |
| -------------------------------- | ------------ | -------------- | ------------------ |
| 德瑜樓及德珮樓                   | G11 啟德選區 | G12 啟德北選區 | G13 啟德東選區     |
| 德珊樓、德瑩樓、德瓏樓以及德瑤樓 | G11 啟德選區 | G13 啟德南選區 | G13 啟德東選區     |
| 德琦樓、德瑞樓以及德璋樓         | G11 啟德選區 | G13 啟德南選區 | G14 啟德中及南選區 |

## 事件

### 大爆發新型肺炎
2022年3月1日起，全邨9幢大廈先後被圍封強檢（根據限制與檢測宣告），到3月6日全邨已經發現2,110宗初步陽性個案，全部樓宇均有人確診，陽性比率高達12%至20%，即每座最少有逾10%居民感染，平均近15%。

## 外部連結
- 房委會德朗邨資料 （页面存档备份，存于）